# Ixora intensa
Ixora intensa är en måreväxtart som beskrevs av Kurt Krause. Ixora intensa ingår i släktet Ixora och familjen måreväxter. Inga underarter finns listade i Catalogue of Life.